# Анкета Пруста

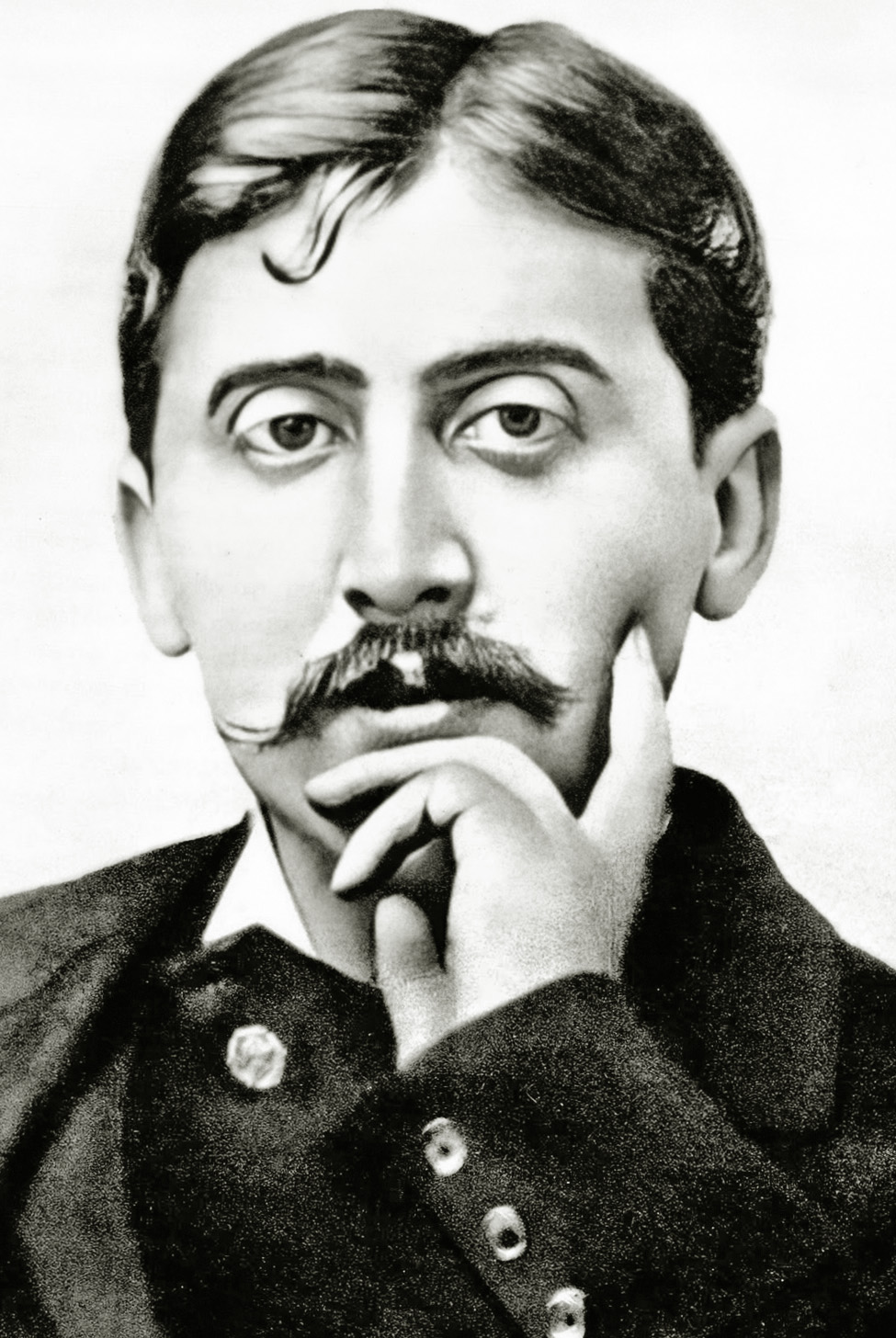
Марсель Пруст близько 1900 року

Анкета Пруста —  опитувальник, який часто використовується сучасними інтерв'юерами. Своєю назвою він завдячує тому, що колись на нього відповідав французький письменник Марсель Пруст.
Пруст відповів на анкету в альбомі-сповідальнику — різновиді салонної гри, популярної у Вікторіанську епоху — який належав знайомій Пруста Антуанетті, дочці майбутнього президента Франції Фелікса Фора, й називався «Альбом для запису думок, почуттів тощо».
Альбом  із відповідями Пруста знайшов у 1924 році син Фора. Його опублікували у французькому літературному журналі Les Cahiers du Mois. 27 травня 2003 року альбом продали на аукціоні за 102 000 євро (113 609,46 доларів США).
На схожі анкети в альбомах-сповідальниках відповідали й інші історичні постаті, як от Оскар Вайлд, Карл Маркс, Артур Конан Дойл, Стефан Малларме та Поль Сезанн. 
Ведучий французького ток-шоу Бернар Піво використовував подібну анкету в кінці кожного епізоду свого шоу «Апострофи».  За прикладом  Піво аналогічним опитувальником послуговується Джеймс Ліптон, ведучий телепрограми Inside the Actors Studio,  часто неправильно посилаючись на анкету як на винахід Піво.
Подібна анкета регулярно зустрічається на звороті сторінки журналу Vanity Fair, де на неї відповідають різні знаменитості. У жовтні 2009 року Vanity Fair запустила інтерактивну версію анкети, яка порівнює окремі відповіді з відповідями різних знаменитостей.
Інша версія анкети, на яку відповідали різні канадські автори, є регулярною частиною радіопрограми «Наступний розділ».

## Анкета
Збереглося два варіанти  відповідей Пруста на питання в альбомі-сповідальнику: перший датується 1885 або 1886 роком й міститься в  англійському альбомі-сповідальнику, хоча відповіді Пруста написані французькою мовою. Другий датується 1891 або 1892 роком й міститься в французькому альбомі-сповідальнику «Les confidences de salon» («Сповіді у вітальні»), який де питання подано в  перекладі, деяких питань, що були в англійській версії, бракує, інші додано.
| Питання в англійському оригіналі             | Питання в «Сповідях»                        | Відповіді Пруста 1886 року | Відповіді Пруста 1890 року |
| -------------------------------------------- | ------------------------------------------- | --- | --- |
| Ваша улюблена чеснота                        | Основний аспект моєї особистості            | Необхідність бути коханим; точніше, потреба в тому, щоб мене пестили й псували набагато більша, ніж потреба в тому, щоб мною захоплювалися | Всі чесноти, які не обмежуються сектою: загальні чесноти                                                                                    |
| Ваші улюблені якості у чоловіка.             | Якість, якої я прагну у чоловіка.           | Жіночий шарм | Розум, моральний сенс |
| Ваші улюблені якості у жінки.                | Якість, якої я бажаю у жінки.               | Чоловічі чесноти та щирість у дружбі. | Ніжність, природність, кмітливість |
| Ваша головна характеристика                  | ----                                        | ---- | [не заповнено] |
| Те, що ви найбільше цінуєте у своїх друзях   | Що я найбільше ціную у своїх друзів.        | Мати ніжність для мене, якщо персонаж досить вишуканий, щоб зробити ніжність досить цінною                                                 | |
| Ваш головний недолік                         | Мій головний недолік                        | Не знати, не вміти «хотіти». | |
| Ваше улюблене заняття.                       | Моє улюблене заняття.                       | Любити | Читання, перевдягання, написання віршів, історія, театр                                                                                     |
| Ваше уявлення про щастя                      | Моя мрія про щастя.                         | Я боюся, що вона не буде достатньо великою, я не наважуюсь говорити, боюся знищити її, вимовивши її.                                       | Жити в контакті з людьми, яких я люблю, з красотами природи, з кількістю книг і музики, і мати в безпосередній близькості французький театр |
| Ваше уявлення про біду.                      | Яке було б моє найбільше нещастя?           | Не знати ні маму, ні бабусю. | Щоб розлучитися з мамою |
| Якби не ти, ким би ти був?                   | Яким би я хотів бути.                       | Я, як люди, якими я захоплююся, хотів би, щоб я був.                                                                                       | Оскільки питання виникає, я вважаю за краще не відповідати на нього. Все-таки мені дуже хотілося б бути Плінієм Молодшим                    |
| Де б ви хотіли жити?                         | Країна, де мені хотілося б жити.            | Країна, де певні речі, які мені хотілося б, збуваються, ніби за допомогою магії, і де ніжність завжди буде взаємною                        | У країні ідеалу, а точніше, мого ідеалу |
| Ваш улюблений колір і квітка.                | Мій улюблений колір.                        | Краса не в кольорах, а в їх гармонії. | Мені вони всі подобаються, а про квіти я не знаю                                                                                            |
| ----                                         | Квітка, яка мені подобається.               | Її / Його — і після них усі. | |
| ----                                         | Моя улюблена пташка.                        | Ластівка . | |
| Ваші улюблені прозаїки                       | Мої улюблені прозаїки                       | Зараз Анатоль Франс і П'єр Лоті | Джордж Санд, Август Тьєррі |
| Ваші улюблені поети                          | Мої улюблені поети                          | Мюссе | Бодлер та Альфред де Віньї |
| Ваші улюблені герої у художній літературі.   | Мої герої у художній літературі.            | Гамлет | Людей романтики та поезії, тих, хто є вираженням ідеалу, а не імітацією реального                                                           |
| Ваші улюблені героїні у художній літературі. | Мої улюблені героїні у художній літературі. | Геніальна жінка, яка веде звичайне життя                                                                                                   | Береніка |
| Ваші улюблені художники та композитори.      | Мої улюблені композитори                    | Бетховен, Вагнер, Шуман . | Мейссоньє, Моцарт, Гуно |

## Пов'язані посилання
- Відповіді на анкету Антуанетти Фо [Архівовано 8 травня 2019 у Wayback Machine.]
- Дайте відповідь на інтерактивну анкету Пруста Vanity Fair та порівняйте свої результати [Архівовано 16 січня 2020 у Wayback Machine.]
- Дайте відповідь на анкету Пруста [Архівовано 13 липня 2015 у Wayback Machine.]